# Pfarrkirche Gnadendorf

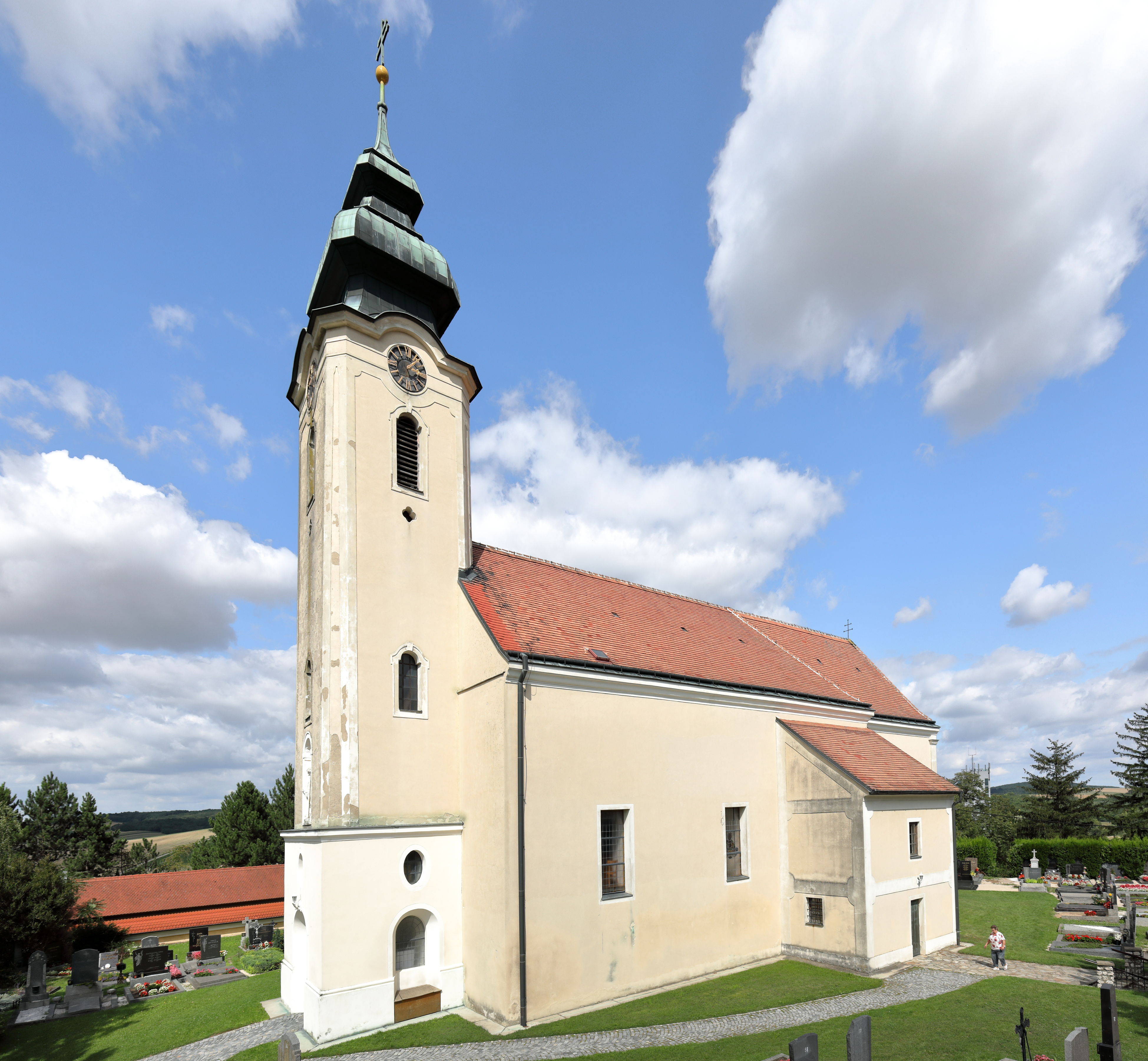
Katholische Pfarrkirche hl. Johannes der Täufer in Gnadendorf

Die römisch-katholische Pfarrkirche Gnadendorf steht in der Ortschaft Gnadendorf in der Gemeinde Gnadendorf im Bezirk Mistelbach in Niederösterreich. Die dem Patrozinium des hl. Johannes der Täufer unterstellte Pfarrkirche gehört zum Dekanat Laa-Gaubitsch im Vikariat Unter dem Manhartsberg der Erzdiözese Wien. Bis 1. September 2016 gehörte sie zum Dekanat Ernstbrunn. Die Kirche steht unter Denkmalschutz (Listeneintrag).

## Geschichte
Eine Pfarre wurde 1197 urkundlich genannt. Der nachgotische Chor ist aus der 2. Hälfte des 16. Jahrhunderts. Das barocke Langhaus ist aus dem 4. Viertel des 17. Jahrhunderts. Der Westturm ist mit 1744 bezeichnet.

## Architektur
Die Kirche steht im Südosten des Ortes in einer mittelalterlichen wehrhaften Friedhofsmauer aus regelmäßigem Quadermauerwerk aus der 1. Hälfte des 13. Jahrhunderts, welche mit nicht bündig verbundenen Stützpfeilern im 14. Jahrhundert verstärkt wurden.
Die Fassade des Langhauses und des eingezogenen Chores ist ungegliedert. Die Apsis des polygonalen Chores hat an den Kanten Pilastervorlagen und drei vermauerte nachgotische Spitzbogenfenster. Der dreigeschoßige Turm hat ein mächtiges Sockelgeschoß mit einer offenen Vorhalle mit Rundbogenöffnungen. Das Portal zeigt die Angabe 1743. Am Turm ist eine Nische mit der barocken Figur Johannes der Täufer. Der Turm trägt einen Zwiebelhelm. Südlich am Langhaus ist eine zweigeschoßige Sakristei angebaut.
Das Kircheninnere als dreijochiges Langhaus mit Stichkappentonnen über Doppelgurten und Doppelpilastern mit Kämpferzone hat Stuckfelder. Die Westempore ist stützenfrei. Der eingezogene Triumphbogen ist rundbogig. Der zweijochige Chor mit einem Fünfachtelschluss unter einer Stichkappentonne auf Konsolen hat einen langpassförmigen Putzspiegel. Der Chorschluss hat ein nachgotisches Rippengewölbe auf Runddiensten mit Basen und korinthischen Kapitellen.

## Einrichtung
Die hochbarocke Ausstattung ist aus der 1. Hälfte des 18. Jahrhunderts. Der Hochaltar als dreiteiliger Ädikulaaufbau mit korinthischen Doppelsäulen hat eine eingestellte Mensa mit Tabernakel. Auf dem gesprengten Segmentbogengiebel sind Engelsfiguren und Wappen. Der Hochaltar zeigt das Altarbild Mariä Himmelfahrt und das Auszugsbild Enthauptung Johannes des Täufers. Über den seitlichen Opfergangsportalen stehen die Figuren Peter und Paul. Am Auszug des Hochaltares stehen die Figuren Johannes Chrisostomos und Augustinus. An der Hochaltarrückseite ist ein Relief des Stifters mit der Inschrift Pfarrer Joh. Voseli gest. 1705.
Die Seitenaltäre um 1720 als reich ornamentierte Bildrahmenretabel tragen die Schnitzfiguren links mittig Pietà und seitlich Margaretha und Maria Magdalena und auf dem Giebel Michael und Engel und rechts mittig Johannes Nepomuk und seitlich Engel und auf dem Giebel Gottvater und seitlich Joachim und Anna.
Die bemerkenswerte Kanzel auf einem gemauerten Fuß aus der 2. Hälfte des 17. Jahrhunderts hat am Korb Schnitzfiguren Maria und die vier Evangelisten in Nischen und auf dem Schalldeckel einen dreigeschoßigen Aufbau mit reichem Figurenschmuck die zwölf Apostel und Putten. An der Kanzelrückwand ist ein Ölbild Taufe Christi.
Es gibt die barocken Konsolfiguren Leopold und Georg. Es gibt einen barocken Hängekruzifix aus dem 3. Viertel des 18. Jahrhunderts. Das schmiedeeiserne Kommuniongitter ist barock.
Die Orgel mit 8 Registern baute Josef Silberbauer (1778).